# Pachira
Pachira (Pachira) je rod rostlin z čeledi slézovité (Malvaceae). Pachiry jsou stromy nebo keře s dlanitě složenými listy a květy nápadnými množstvím velmi dlouhých tyčinek. Rod zahrnuje asi 40 až 50 druhů a je rozšířen v tropické Americe. Některé druhy jsou v tropech pěstovány pro jedlá semena nebo jako okrasné dřeviny. Pachira vodní je rovněž pěstována jako pokojová rostlina.

## Popis
Pachiry jsou opadavé nebo stálezelené stromy (řidčeji i keře), dorůstající výšky až 30 metrů a průměru kmene až 70 cm. Kmen některých druhů je pokrytý kuželovitými ostny, někdy jsou u paty kmene kořenové náběhy. Větve bývají podobně jako u jiných stromovitých zástupců čeledi slézovité charakteristicky patrovitě uspořádané. Listy jsou dlanitě složené ze 3 až 11 celokrajných nebo zubatých, řapíčkatých nebo přisedlých lístků. Palisty jsou opadavé. Květy jsou velké (mohou dosahovat délky až 35 cm), pravidelné, jednotlivé nebo po 2 či po 3. Kalich je miskovitý, zvonkovitý nebo trubkovitý, na konci uťatý nebo zakončený 3 až 5 laloky, kožovitý, vytrvalý, u některých zástupců se za plodu zvětšující. Korunní lístky jsou čárkovité nebo lžicovité, dužnaté, na bázi srostlé s tyčinkami, po odkvětu opadavé. Tyčinek je mnoho (asi 100 až 1000). Nitky tyčinek jsou velmi dlouhé, ve spodní části srostlé do trubičky, později se rozdělují do 5, 10 nebo 15 svazků. Semeník je svrchní a obsahuje 5 komůrek s mnoha vajíčky. Čnělka je nitkovitá, zakončená pětilaločnou bliznou. Plodem je velká, polodřevnatá až dřevnatá tobolka pukající 5 chlopněmi. Plody obsahují mnoho semen, většinou obklopených množstvím vlnatých chlupů.

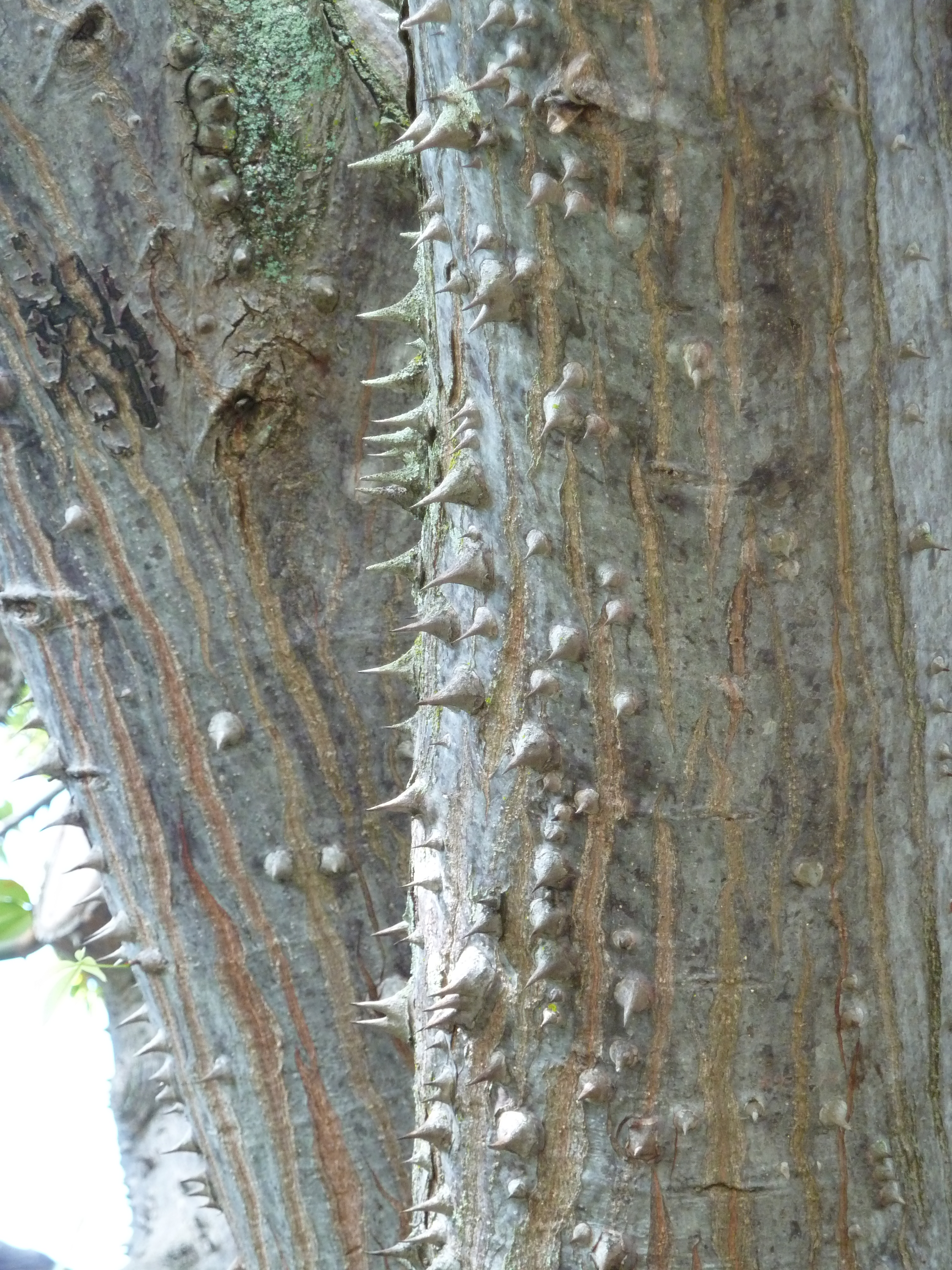
Ostnité kmeny Pachira quinata
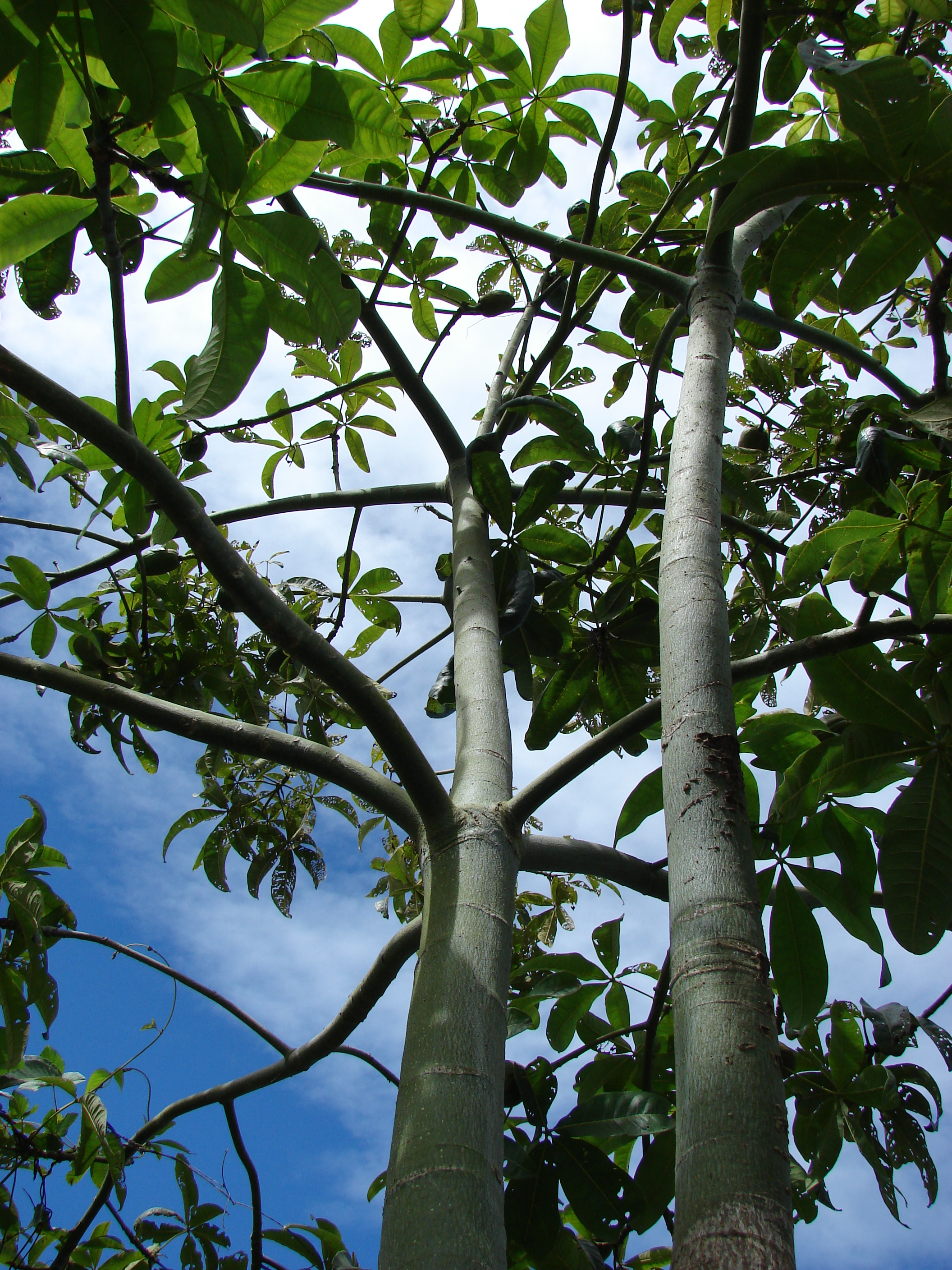
Patrovité větvení pachiry vodní
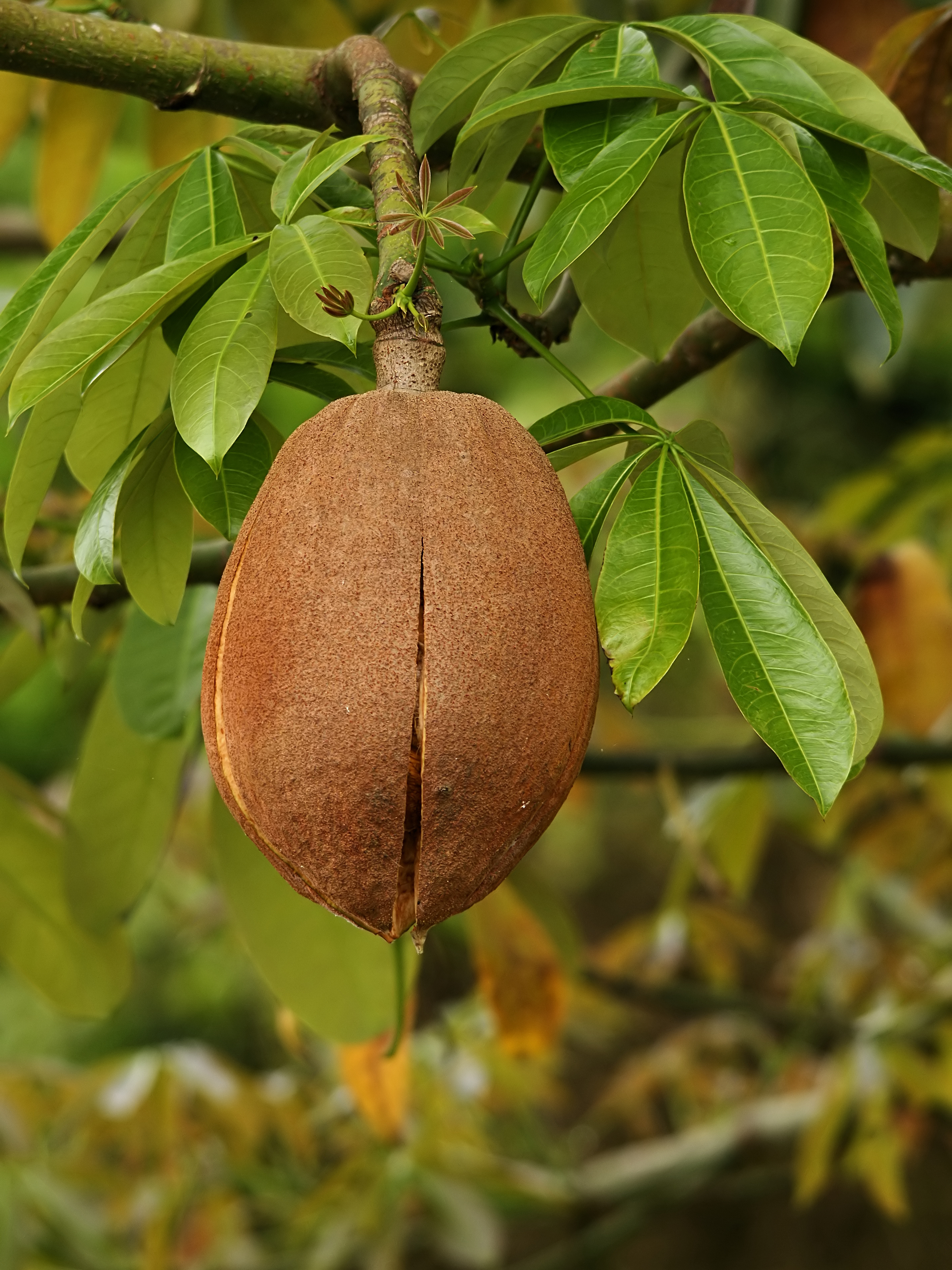
Plod pachiry vodní

## Rozšíření
Rod pachira zahrnuje asi 40 až 50 druhů. Je rozšířen v tropické a subtropické Americe od jižního Mexika (Pachira aquatica) po Peru a Bolívii. Některé druhy jsou hojně vysazovány i na jiných kontinentech, zejména v Africe a Asii. Pachiry rostou v nížinných i montánních tropických deštných lesích od nížin až do nadmořských výšek okolo 1800 metrů, také na savanách i v keřové vegetaci v oblastech se sezónním obdobím sucha.

## Ekologické interakce
Květy pachir obsahují hojný nektar a otevírají se na noc. Opylují je zejména netopýři a můry, ve dne je navštěvují včely. Některé druhy kvetou v bezlistém stavu.

## Taxonomie
Rod Pachira je v současné taxonomii pojímán široce, včetně druhů v minulosti oddělovaných do rodu Bombacopsis a Rhodognaphalopsis.

## Zástupci

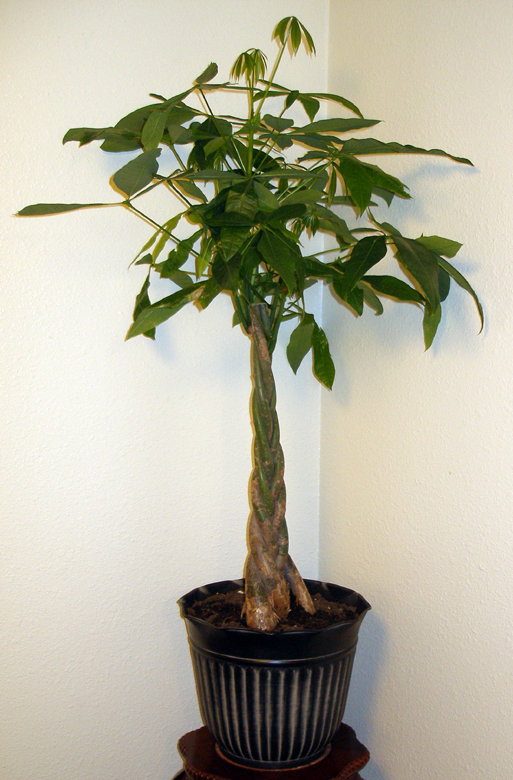
Pachira vodní jako pokojová rostlina

- pachira vodní (Pachira aquatica)

## Význam
Semena pachir jsou jedlá, pojídají se čerstvá, vařená nebo pražená. Druh Pachira aquatica je široce pěstován v tropické Americe, Karibiku, Africe i Asii jako okrasná dřevina i pro jedlá semena. Semena Pachira glabra obsahují až 45 % tuku, využívaného zejména k technickým účelům. Dřevo Pachira quinata je ve Střední a Jižní Americe těženo a strom je i pěstován na plantážích. Dřevo je výjimečné tím, že vlivem obsahu slizu v oblastech se sezónním obdobím sucha nerozpraskává. Řízky z větví jsou často vysazovány jako živé ploty. Pachira vodní je ve Střední Americe využívána v domorodé medicíně.
Pachiry jsou v tropech a subtropech pěstovány jako okrasné dřeviny. Mezi nejčastěji pěstované druhy náleží pachira vodní (Pachira aquatica), vyznačující se nápadnými kořenovými náběhy u paty kmene a žlutými květy s červenými tyčinkami, a Pachira quinata s květy bílými a kmenem pokrytým kuželovitými ostny. Pachira vodní je rovněž pěstována jako robustní pokojová rostlina, v domácích podmínkách však nekvete.

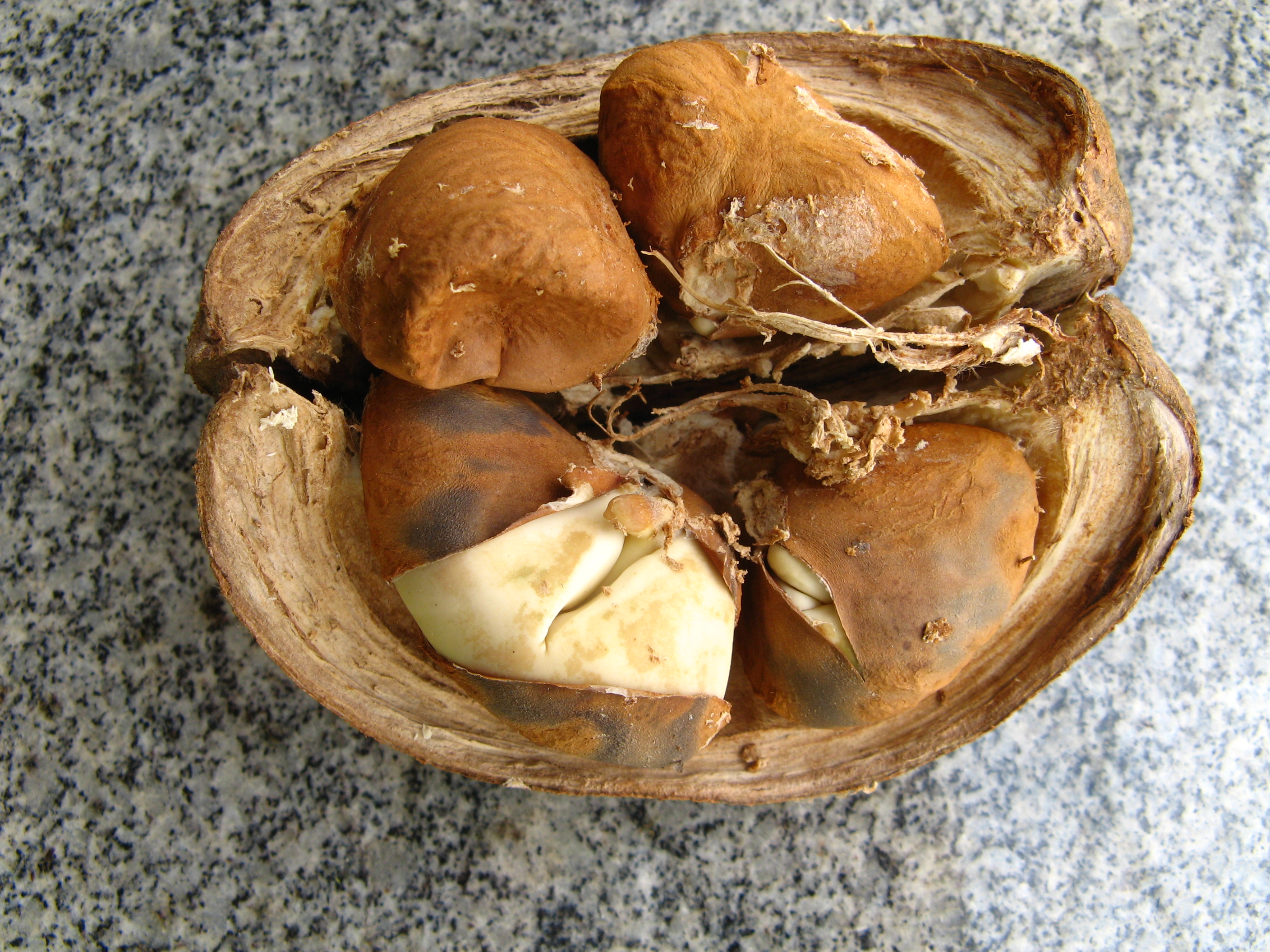
Otevřený plod pachiry vodní